# Storia di Laura
Storia di Laura è un film per la televisione italiano del 2011, diretto da Andrea Porporati e con protagonista Isabella Ferrari. Nel cast, figurano inoltre Vincenzo Amato, Beatrice Galati, Lorenzo Orsini, Ivana Monti, Angela Baraldi e Andrea Gherpelli.
La fiction, prodotta dalla 11 Marzo Film, fu girata nel 2009 e presentata al Roma Fiction Fest.
La messa in onda era stata prevista inizialmente per l'autunno del 2010, ma è stata trasmessa per la prima volta da Rai 1 soltanto nel 2011 (nella prima serata di venerdì 1º aprile) a causa dei numerosi rinvii dovuti ai temi trattati.
Tale fiction è una sorta di remake dello sceneggiato di Salvatore Nocita Storia di Anna, con Laura Lattuada, trasmesso nel 1981 ed anch'esso incentrato sulla storia di una donna di ceto medio-alto caduta nel tunnel della droga (in quel caso eroina).

## Trama[4][5][6][9][10]
Laura è una giovane donna a cui apparentemente non manca nulla: ha una bella famiglia, con un marito che l'adora e due figli, vive in una bella casa e gestisce una gioielleria, conducendo una vita piuttosto agiata. Tuttavia, si insinua in lei un'inspiegabile insoddisfazione e una sorta di depressione che - con la complicità di conoscenze poco raccomandabili (in particolare, quella con Edo Martini) - la porta a far uso di cocaina.
Della tossicodipendenza di Laura rimangono all'oscuro sia il marito Luigi, sia la madre Luisa e la sorella Serena, fino a quando la donna non ha un incidente d'auto in cui rimane lievemente ferita insieme ai due figlioletti Giulia e Antonio.
Laura a quel punto viene cacciata di casa dal marito, che le impedisce anche di entrare in contatto con i figli.  Così, dopo essere stata ospitata per un breve periodo dalla madre, decide di entrare in una comunità per disintossicarsi, con il fermo proposito di riconquistare la fiducia del marito e dei figli.

## Produzione e backstage
- Per realizzare il film TV, la troupe e la stessa Isabella Ferrari hanno dovuto frequentare un vero SERT, il Servizio per le tossicodipendenze[6][8]
- Visti i continui rinvii a cui la fiction ha dovuto sottostare, la protagonista Isabella Ferrari dichiarò così in un'intervista[6]:

## Ascolti
La messa in onda in prima TV su Rai 1 fece registrare una media di 4.641.000 spettatori, con uno share del 17,23%, che ne ha fatto diventare il secondo programma più visto della serata del 1º aprile 2011.